# Diplopterygium pinnatum
Diplopterygium pinnatum là một loài dương xỉ trong họ Gleicheniaceae. Loài này được Kunze Nakai mô tả khoa học đầu tiên năm 1950.

## Hình ảnh

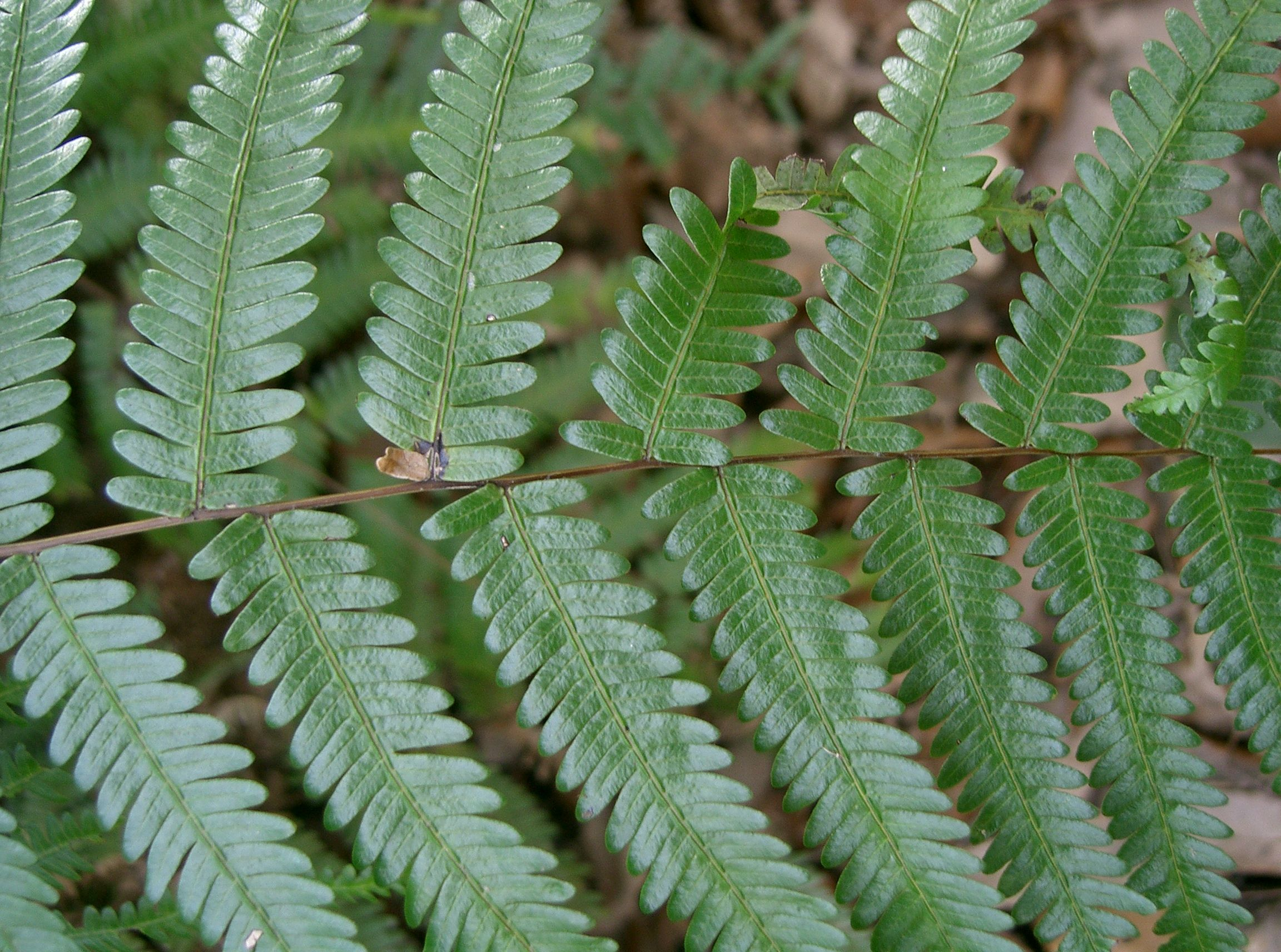
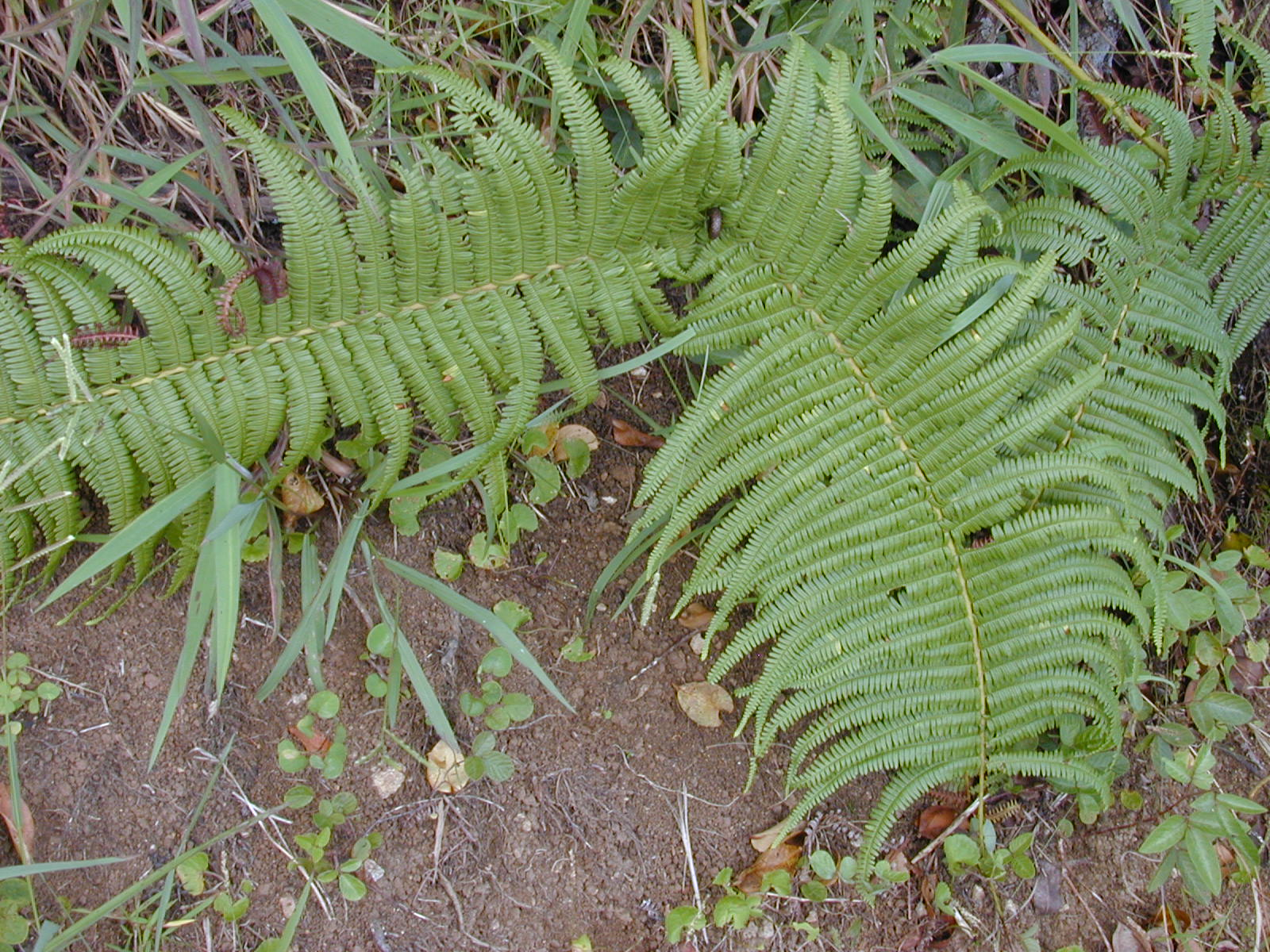
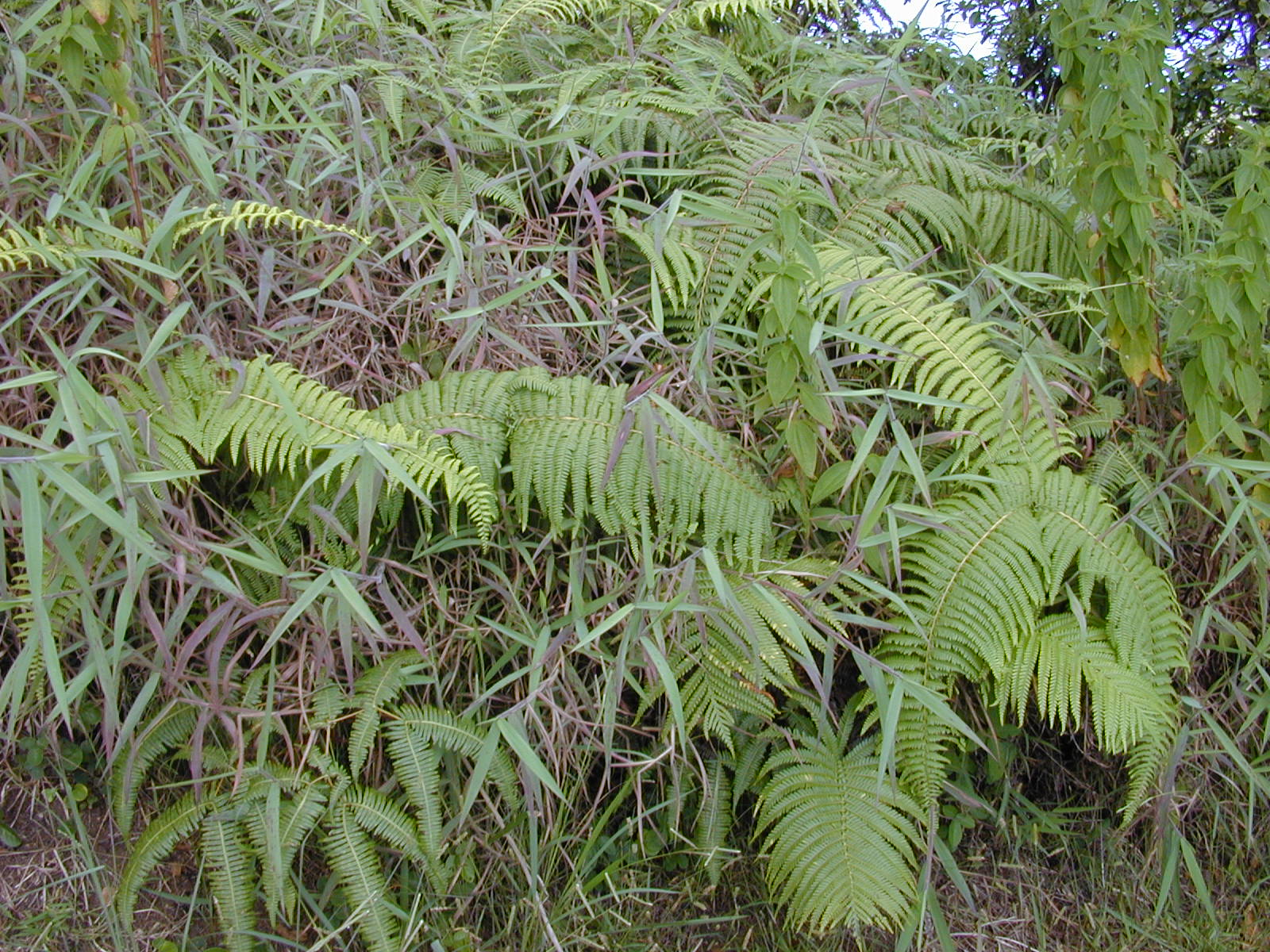
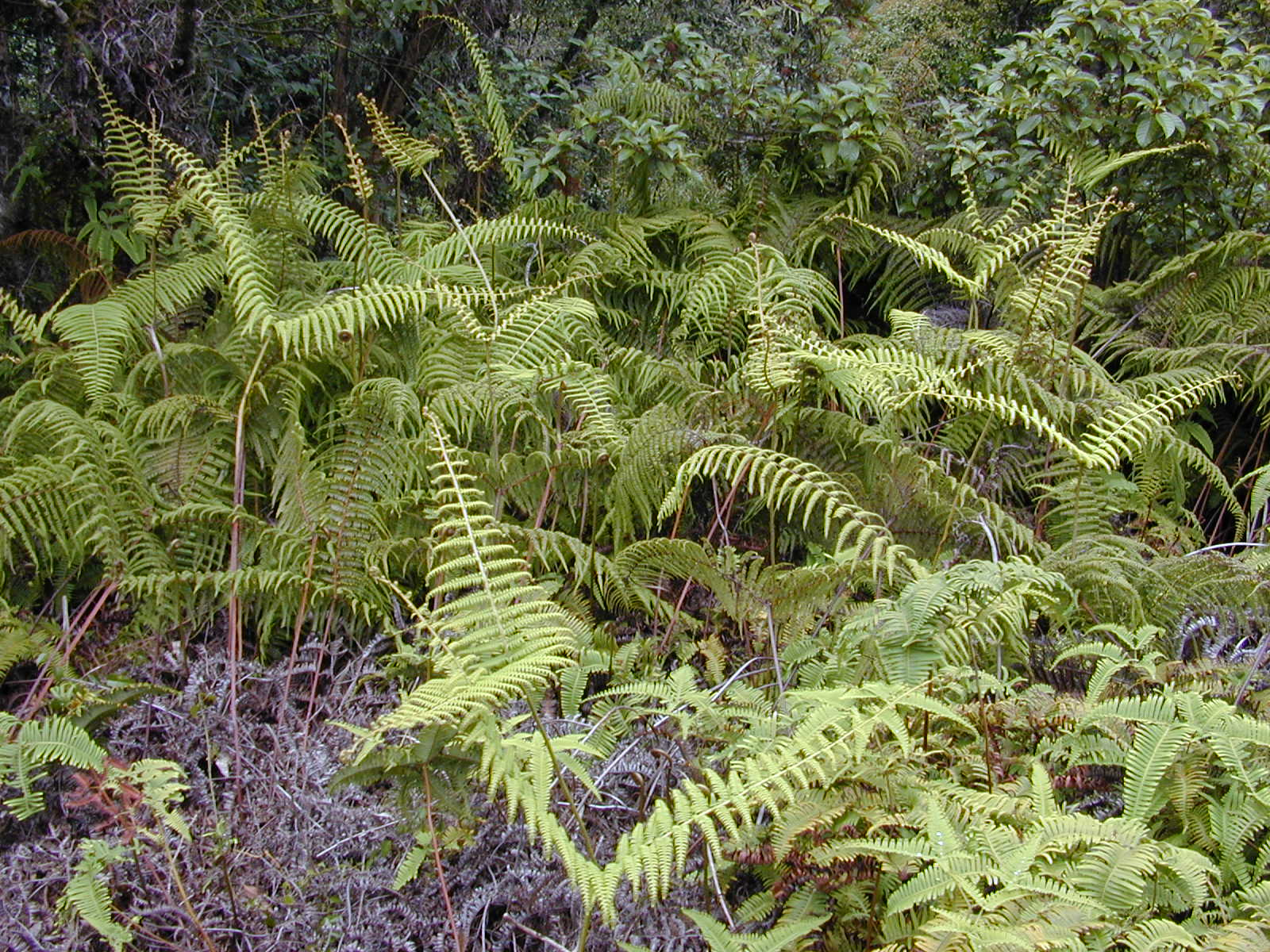